# 塱原自然生態公園

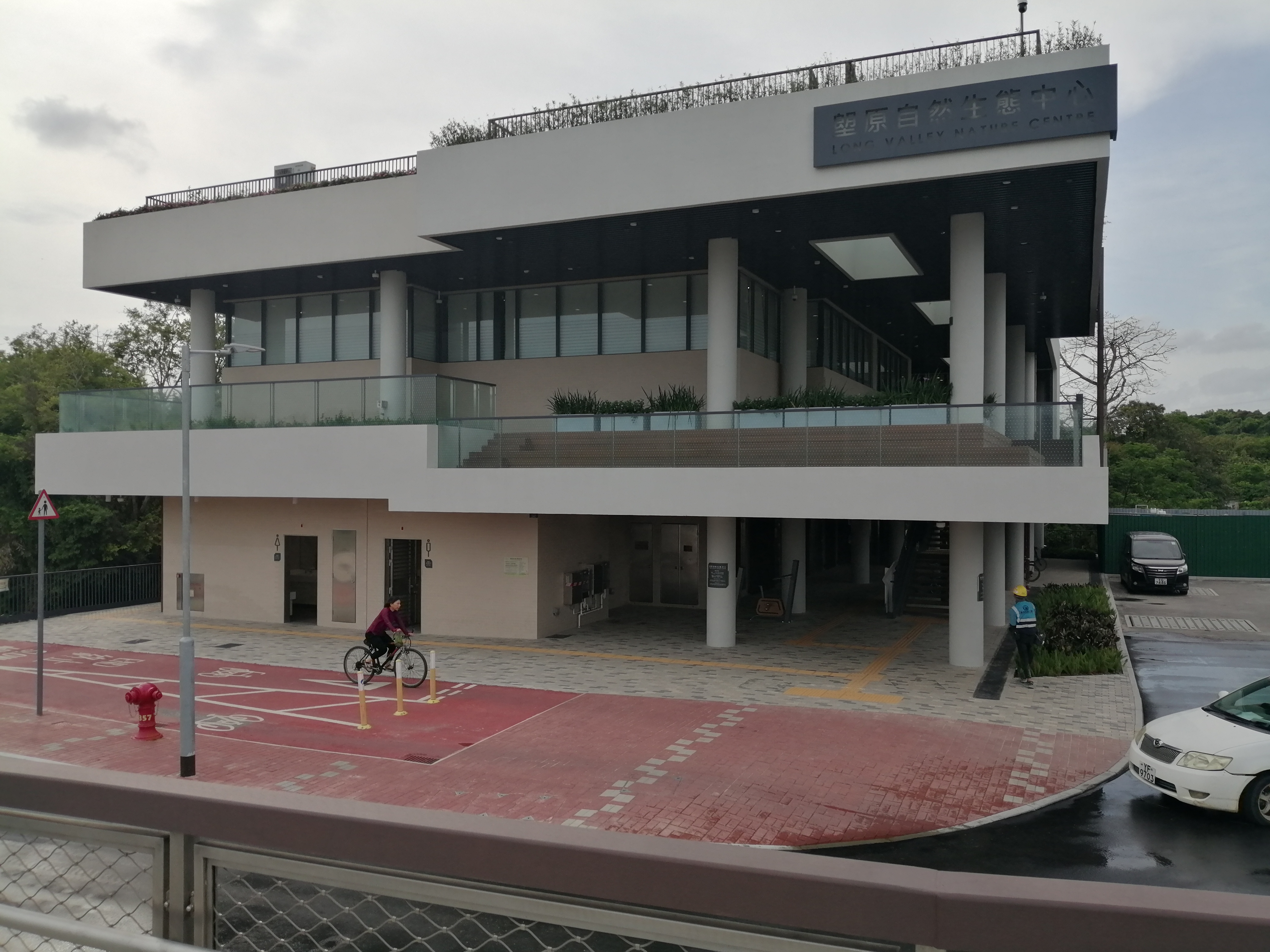
塱原自然生態中心

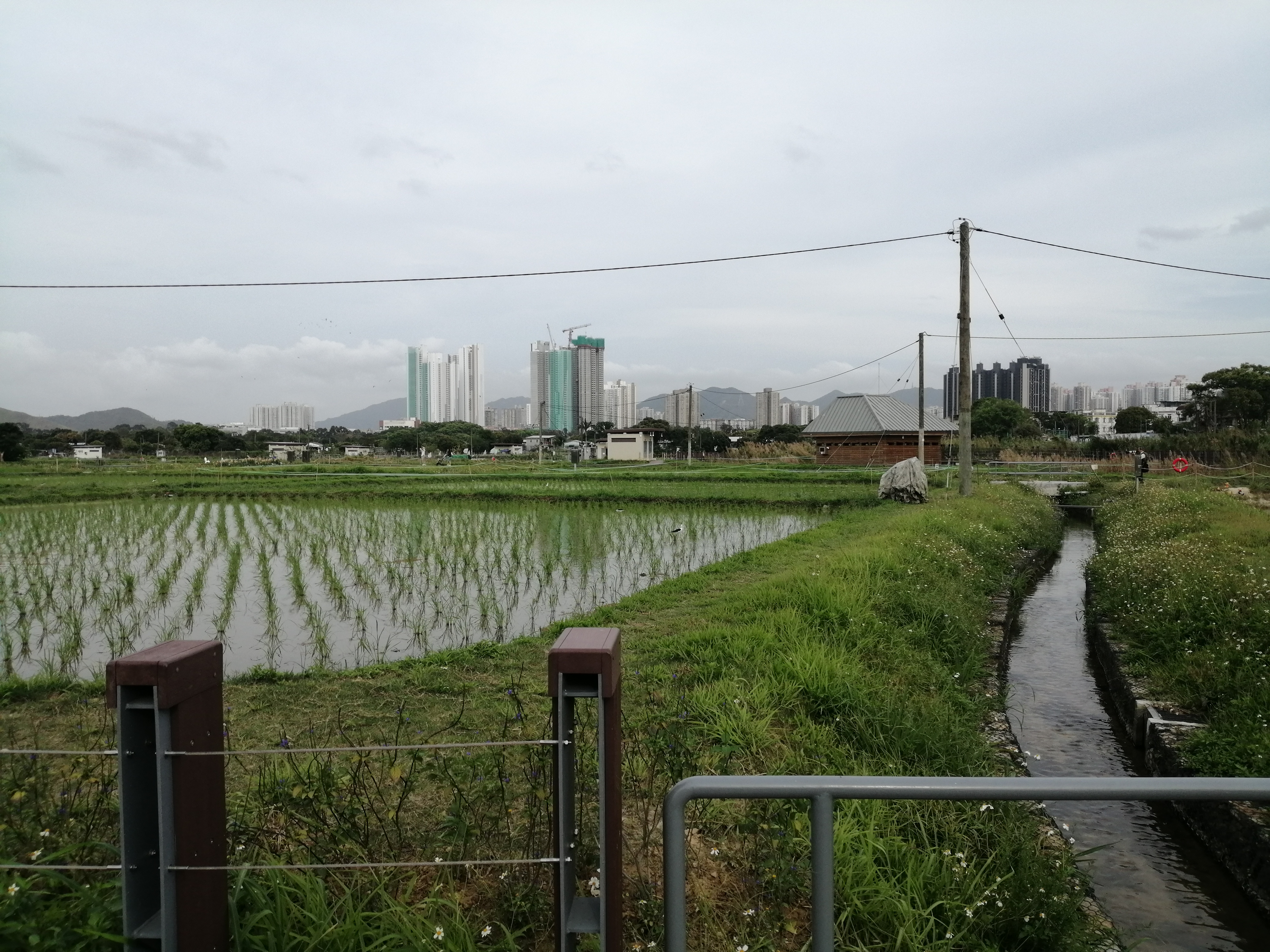
塱原自然生態公園範圍

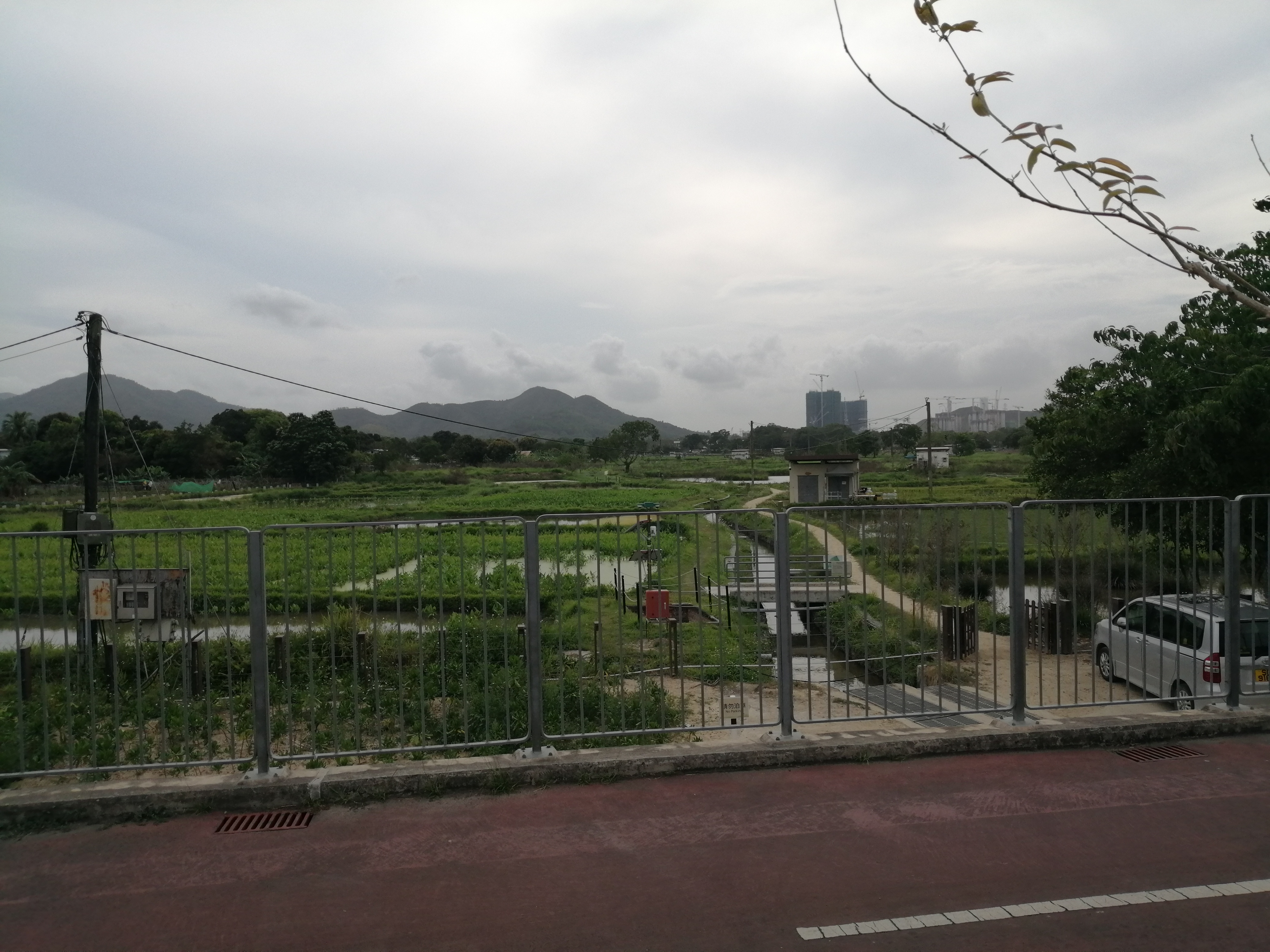
塱原自然生態公園範圍

塱原自然生態公園（英語：Long Valley Nature Park），是漁農自然護理署繼香港濕地公園後興建的第二處生態公園，位於上水雙魚河與石上河之間的塱原濕地，是香港最大的連片淡水濕地，於2024年11月9日啟用。塱原自然生態公園其下方有港鐵落馬洲支線穿過，興建時更因鐵路穿過塱原濕地的原因而遭到環保署否決環境評估報告，因而改以隧道下穿設計。園區面積約37公頃，分為5公頃的訪客區、21公頃的生態區和11公頃的農業區，方便遊客觀鳥及遊覽生態環境。相關設施的興建是為了補償粉嶺北和古洞北新發展區的興建造成的濕地損失。園內的瀕危動物包括禾花雀、黑翅長腳鷸、黑臉琵鷺、淺色斜痣蜻等。園內的農業區內建造了全長約1.9公里灌溉水道以及留宿及儲物設施，令受發展影響的農戶重新耕作。土木工程拓展署將部分原有的荒廢濕地修復，濕地面積由14公頃增加22公頃，從而為野生動物提供合適的覓食、棲息及繁殖的地點。

## 交通
塱原自然生態公園位於雙魚河和石上河交匯點以南，新界單車徑網絡在公園外圍繞過。